# مملكة المجر في العصور الوسطى
مملكة المجر هي مملكة تشكلت من الإمارة السابقة إمارة المجر مع تتويج ستيفن لي في العام 1000 ميلادية. وكان هذا نتيجة لتحويل غيزا هنغاريا إلى الكنيسة الغربية في 970. وكان على رأس هذه المملكة من سلالة أرباد للقرون الثلاثة القادمة. توفي في نهاية المطاف إلى خط أرباد ومملكة المجر ينحدر إلى الفوضى مرة أخرى، مع النبلاء أقوى المتنافسة من أجل السيطرة. بعد سلالة أرباد انتهت، اختار النبلاء المجر سلسلة من الملوك الأجانب الذين إعادة تأسيس سلطة قوية المالكة.
تفككت المملكة نتيجة لتوسع الإمبراطورية العثمانية في القرن 16. قبل الإشغال العثمانية، في 24 شباط 1538، وقسمت هابسبورغ Szapolyai المملكة وفقا لاتفاق سري. تم تقسيم البلاد فعليا إلى ثلاثة أجزاء في عام 1541 : جزء المركزية التي تسيطر عليها الدولة العثمانية في مقاطعة بودين وهو الجزء الغربي التي تسيطر عليها النمسا والمجر هابسبورغ الملكية، وترانسلفانيا والمملكة المجرية الشرقية التي تحولت إلى دولة تابعة العثمانية.